# Lü Junchang
Dans ce nom chinois, le nom de famille, Lü, précède le nom personnel Junchang.
Lü Junchang, 吕君昌 en chinois, (1965 – 9 octobre 2018) est un paléontologue chinois et professeur à l'Institut de Géologie, de l'Académie chinoise des sciences. Ce spécialiste des dinosaures et reptiles du Mésozoïque a décrit des dizaines de nouveaux taxons de dinosaures et ptérosaures presque exclusivement en Chine dont Tongtianlong, Qianzhousaurus, Heyuannia, Gannansaurus, Yunnanosaurus et Darwinopterus.

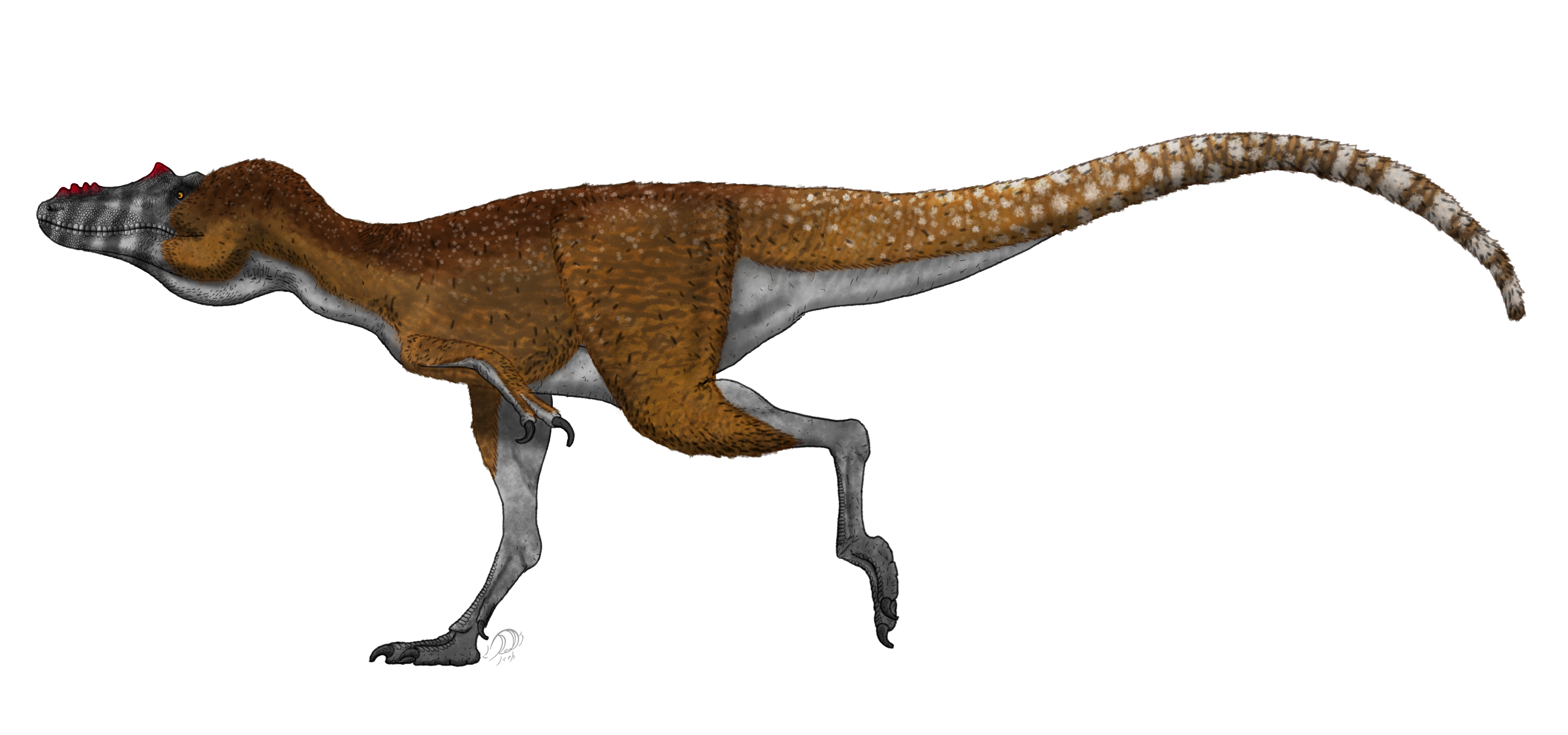
Vue d'artiste de
Qianzhousaurus sinensis.

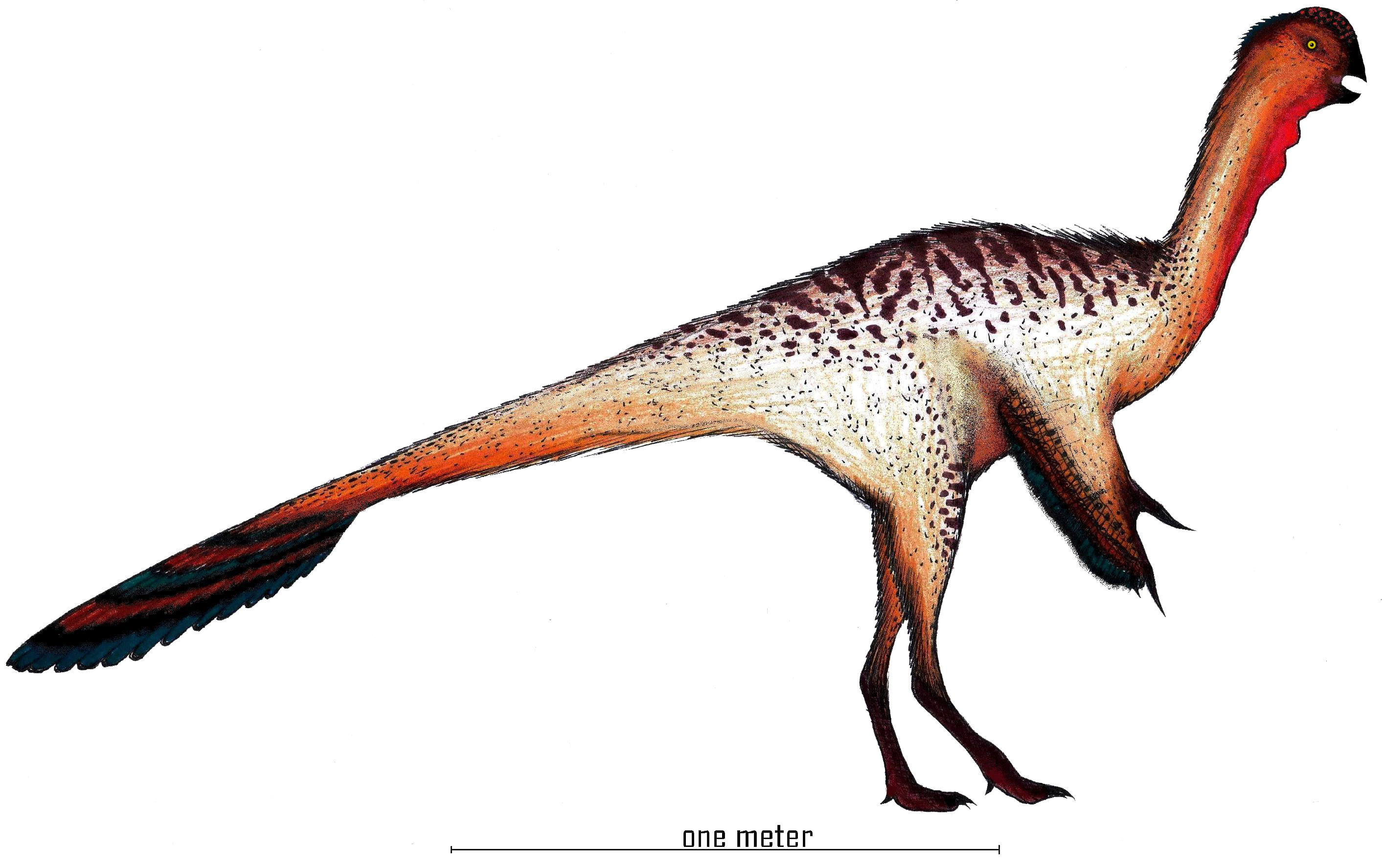
Vue d'artiste de
Nankangia jiangxiensis.

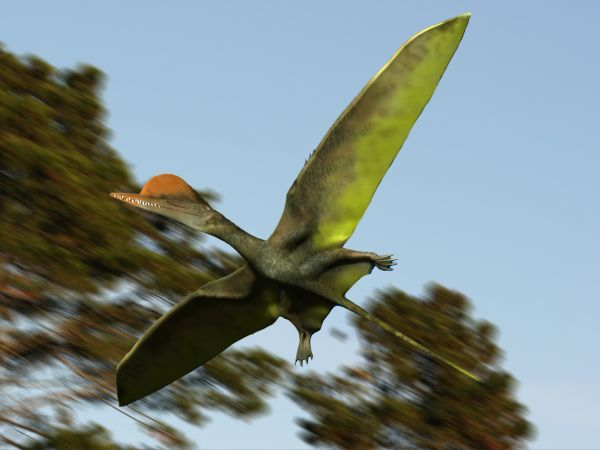
Vue d'artiste de
Darwinopterus.

## Biographie
Lü est né en 1965. En 1989 il obtient un bachelor's degree en géologie à l'université de Lanzhou dans la province de Gansu. À l'Institut de paléontologie des vertébrés et de paléoanthropologie de l'Académie chinoise des sciences de Pékin entre 1997 et 2000,
il obtient son master. Il poursuit ses études aux États-Unis au Département des Sciences de la Terre à l'Université méthodiste du Sud au Texas, sanctionnées par un Ph. D. (doctorat) en 2004.

## Principaux taxons décrits

### Dinosaures
- Crichtonsaurus, un ankylosaure[2],[3]
- Chuxiongosaurus, un sauropode[4]
- Dongyangosaurus, un titanosaure[5]
- Eomamenchisaurus, un sauropode[6]
- Gannansaurus, un sauropode somphospondyle[7]
- Heyuannia, un oviraptosaure[8]
- Huanansaurus, un oviraptoridé[9]
- Nankangia, un oviraptoridé[10]
- Qianzhousaurus, un tyrannosauridé[11]
- Talos, un troodontidé[12]
- Tongtianlong, un oviraptoridé[13]
- Xixiasaurus, un troodontidé[14]
- Heyuannia, un oviraptoridé[15]
- Yuanmousaurus, un sauropode[16]
- Yulong, un oviraptosaure[17]
- Yunmenglong, un sauropode somphospondyle[18]
- Zhejiangosaurus, un ankylosaure[19]
- Zhenyuanlong, un dromaeosauridé[20]

### Ptérosaures
- Darwinopterus, un  ptérosaure wukongopteridé[21]
- Fenghuangopterus, un scaphognathidé[22]
- Huaxiapterus, un tapéjaromorphe[23]
- Zhenyuanopterus, un boréopteridé[24]